# El Outaya
El Outaya è un comune dell'Algeria, situato nella provincia di Biskra.